# سامبا (فیلم)
سامبا (مجاری: Szamba) یک فیلم کمدی مجارستانی است که در سال ۱۹۹۶ منتشر شد.
از بازیگران آن می‌توان به پیروشکا مولنار، یودیت هرنادی و یودیت پوگانی اشاره کرد.